# Cecília de Mecklenburg-Schwerin
Cecília de Mecklenburg-Schwerin, princesa hereva de Prússia (Schwerin, 1886 - Bad Kissingen, Baden-Württemberg, 1954). Duquessa de Mecklenburg-Schwerin amb el tractament d'altesa que per matrimoni es convertí en princesa hereva del Regne de Prússia.
Nascuda a la ciutat bàltica de Schwerin, capital del Gran Ducat de Mecklenburg-Schwerin, el dia 20 de setembre de 1886, era filla del gran duc Frederic Francesc III de Mecklenburg-Schwerin i de la gran duquessa Anàstasia de Rússia. Era neta per via paterna del gran duc Frederic Francesc II de Mecklenburg-Schwerin i de la princesa Augusta de Reuss i per via materna ho era del gran duc Miquel de Rússia i de la princesa Cecília de Baden.
El 6 de juny de l'any 1905, a l'edat de 19 anys, contragué matrimoni amb el príncep hereu Guillem de Prússia, fill del kàiser Guillem II de Prússia i de la princesa Augusta Victòria de Schleswig-Holstein-Sondenburg-Augustenburg. La unió entre un príncep prussià i una duquessa de Mecklenburg unia més encara els llaços existents entre les diferents cases regnants alemanyes, política que se seguí amb la resta de fills del kàiser, tots casats amb princeses alemanyes.
La parella s'instal·là a Berlín i tingueren sis fills:
- SAIR el príncep Guillem de Prússia, nat al Marmolpalais el 1906 i mort en acció bèl·lica el 1940 a França. Es casà morganàticament amb l'aristòcrata Dorotea von Salvati.
- SAIR el príncep Lluís Ferran de Prússia, nat al Marmolpalais el 1907 i mort a Bremen el 1994. Es casà el 1938 amb la gran duquessa Kira de Rússia.
- SAIR el príncep Humbert de Prússia, nat al Marmolpalais el 1909 i mort a Windhoek el 1950. Es casà en primeres núpcies amb la baronessa Maria von Humboldt-Dachroeden de qui es divorcià dos anys després per casar-se amb la princesa Magdalena de Reuss.
- SAIR el príncep Frederic Jordi de Prússia, nat el 1911 a Berlín i mort el 1966 a Reinhartshausen. Es casà amb lady Brigid Guinness.
- SAIR la princesa Alexandrina de Prússia, nada a Berlín el 1915 i morta a Starnberg el 1980.
- SAIR la princesa Maria Cecília de Prússia, nascuda al Cecilienhoff el 1917 i morta el 1975 al Castell de Königstein. Es casà morganàticament amb l'estatunidenc Clyde Kenneth Harris el 1949 al Castell de Hohenzollern.

L'any 1915 començà la construcció d'un palauet a Potsdam anomenat Cecilienhof. Aquest palauet, de propietat privada de la princesa, s'hi celebrà la Conferència de Potsdam l'any 1945.
Caiguda de la monarquia prussiana l'any 1918, el príncep hereu Guillem abandonà el país en companyia del kàiser Guillem II de Prússia i s'establiren als Països Baixos. Mentrestant la princesa Cecília continuà residint al Cecilienhof de Potsdam sense ésser molestada per la seva condició d'exprincesa hereva.
Durant la dècada de 1920 i de 1930, la família de la princesa Cecília tingué relacions més o menys intenses amb el nacionalsocialisme. Mentre el príncep hereu, i altres germans seus, mantenien una relació molt pròxima amb el nazisme esperant una restauració dels Hohenzollern. El príncep Lluís Ferran de Prússia i el mateix kàiser Guillem II de Prússia semblaven disgustar-se de les males maneres i de la mateixa ideologia nacionalsocialista.
Durant la Segona Guerra Mundial, el príncep Guillem de Prússia, fill de la princesa Cecília, morí en el camps de batalla francesos. Tant la princesa hereva com el príncep hereu Guillem passaren la guerra de forma anònima com a mers ciutadans privats i allunyats de les falòrnies nazis.
Acabada la Segona Guerra Mundial i perdudes les seves propietats a l'est del país, entre les quals hi havia el Cecilienhof, la família de la princesa Cecília s'establí a l'ex-principat de Hohenzollern, a l'actual land de Baden-Württemberg on hi trobà la mort l'any 1954, a l'edat de 68 anys.